# إدي شامبرز (كاتب)
إدي شامبرز (بالإنجليزية: Eddie Chambers)‏ هو كاتب بريطاني، ولد في 1960 في ولفرهامبتن في المملكة المتحدة.

## وصلات خارجية
- الموقع الرسمي